# OGLE-2005-BLG-390L b
OGLE-2005-BLG-390L b — экзопланета у звезды OGLE-2005-BLG-390L в созвездии Скорпиона. Обнаружена с помощью метода гравитационного микролинзирования в 2006 году в рамках проекта Optical Gravitational Lensing Experiment, которым руководит профессор Анджей Удальский (пол. Andrzej Udalski), соавтор открытия экзопланеты OGLE-2005-BLG-390L b.
На апрель 2011 года планетная система звезды OGLE-2005-BLG-390L являлась самой удалённой от Солнца из всех известных планетных систем (21 500 ± 3300 св. лет).
Планета представляет собой сверхземлю, которая обращается на среднем расстоянии 2,6 а. е. от своей звезды. Масса планеты — 5,5 масс Земли. Температура поверхности планеты оценивается всего в 50 K, так как материнская звезда — тусклый красный карлик.